# PostFinance-Arena
PostFinance-Arena (oprindeligt kendt som Eisstadion Allmend og Bern Arena) er et indendørsstadion i Bern, Schweiz.  Det er hovedsageligt benyttet til ishockey og er hjemmebane for holdet SC Bern, der spiller i den bedste schweiziske liga, National League A . Det blev bygget i 1967 og har plads til 16.789 tilskuere. Et kendetegn ved PostFinance-Arena er verdens største indendørs ståtribune med plads til 11.862 tilskuere.
PostFinance-Arena blev renoveret, da det skulle være hovedstadion til Verdensmesterskabet i ishockey 2009, og det har også været vært for Victoria Cup 2008.

## Tilskuere
SC Bern trækker rekordmange tilskuere på PostFinance-Arena, idet der gennemsnitligt var 15.993 tilskuere til en kamp i 2006/2007 sæsonen.

## Renovation
På grund af sin alder og tilstand gennemgik stadionet en omfattende renovering inden verdensmesterskabet i ishockey i 2009 skulle afholdes i Schweiz. Ejeren investerede omkring  CHF 100 millioner i udvidelse og restaurering af stadionet..